# Curimagua chapmani
Curimagua chapmani är en spindelart som beskrevs av Forster och Norman I. Platnick 1977. Curimagua chapmani ingår i släktet Curimagua och familjen Symphytognathidae.
Artens utbredningsområde är Venezuela. Inga underarter finns listade i Catalogue of Life.